# Kamienica przy ulicy św. Antoniego 12 we Wrocławiu
Kamienica przy ulicy św. Antoniego 12 – zabytkowa kamienica przy ulicy św. Antoniego we Wrocławiu.

## Opis architektoniczny
Budynek w obecnej formie został wzniesiony ok. 1888 roku. W 2011 roku kamienica została wyremontowana.